# Paraplatoides caledonicus
Paraplatoides caledonicus är en spindelart som först beskrevs av Lucien Berland 1932.  Paraplatoides caledonicus ingår i släktet Paraplatoides och familjen hoppspindlar. Inga underarter finns listade i Catalogue of Life.